# Moratinos
Ne doit pas être confondu avec Moratín.
Pour les articles homonymes, voir Moratinos.
Moratinos est un municipio (municipalité ou canton) de la comarque de Tierra de Campos, dans la province de Palencia et la communauté autonome de Castille-et-León, dans le Nord de l'Espagne. C'est aussi le nom de la localité chef-lieu du municipio.
La localité est située sur le Camino francés du Pèlerinage de Saint-Jacques-de-Compostelle.

## Démographie
| 1900 | 1910 | 1920 | 1930 | 1940 | 1950 | 1960 | 1970 | 1981 | 1991 | 2010 |
| 348  | 351  | 321  | 294  | 292  | 313  | 275  | 172  | 134  | 97   | 69   |

## Divisions administratives
Le municipio regroupe les localités suivantes :
- Moratinos (chef-lieu)
- San Nicolás del Real Camino.
- San Martín de la Fuente.

## Culture et patrimoine

### Pèlerinage de Compostelle
Sur le Camino francés du Pèlerinage de Saint-Jacques-de-Compostelle, on vient de Terradillos de los Templarios dans le municipio de lagartos.
La prochaine halte est San Nicolás del Real Camino dans le municipio de Moratinos.

### Patrimoine civil et naturel

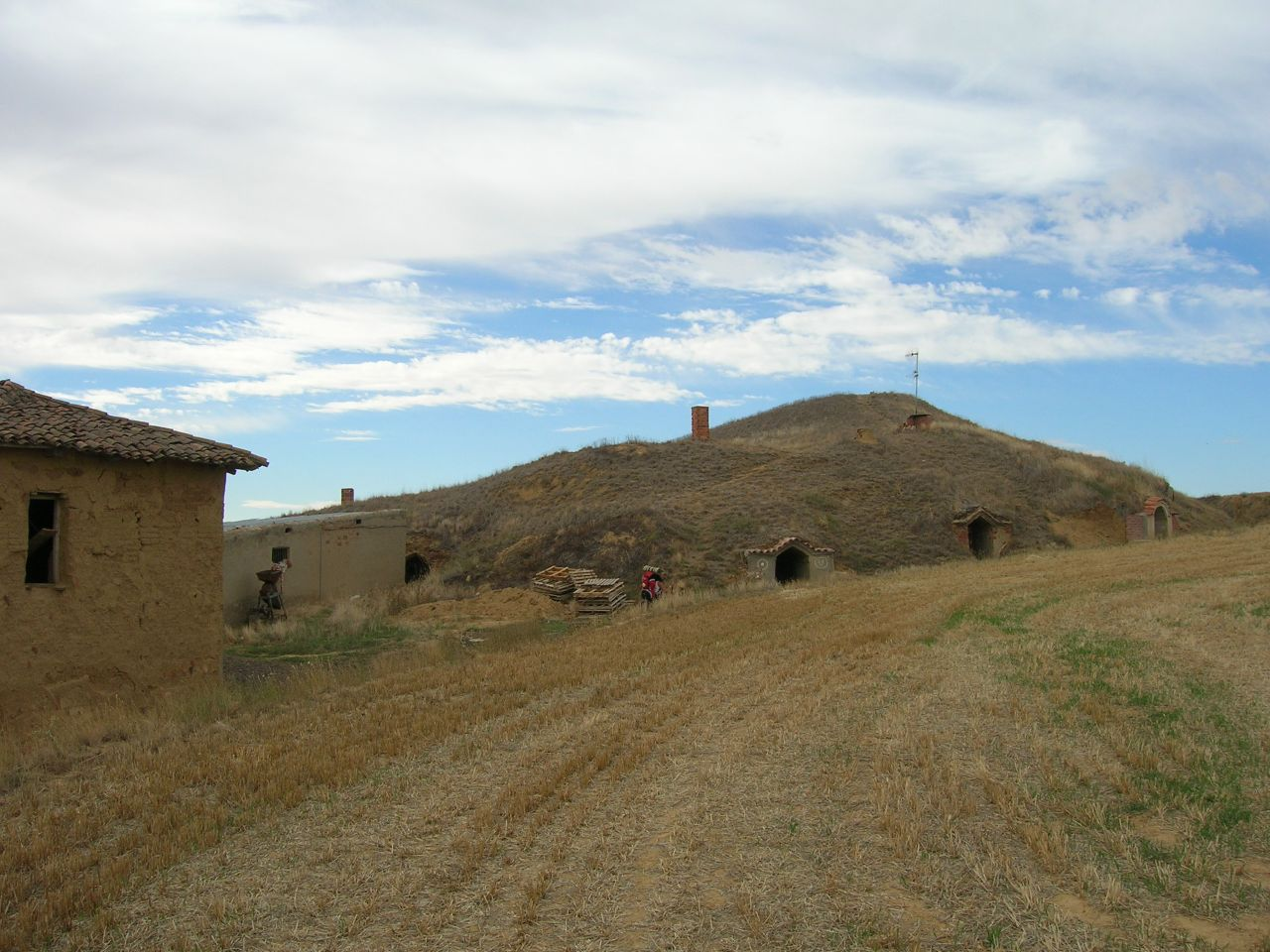
Bodegas creusées dans une colline à Moratinos.
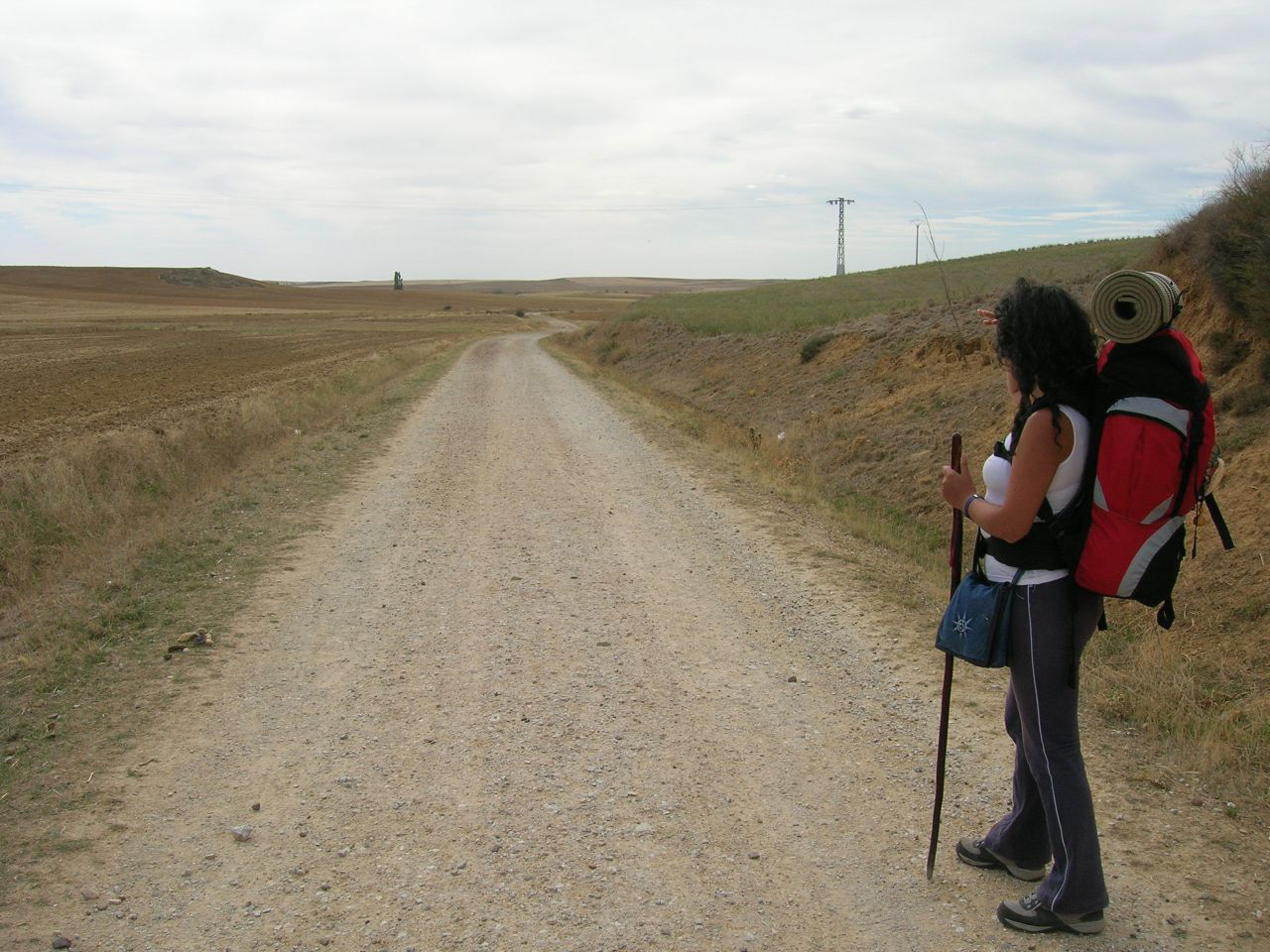
La meseta, près de Moratinos.

## Sources
- (es) Cet article est partiellement ou en totalité issu de l’article de Wikipédia en espagnol intitulé « Moratinos » (voir la liste des auteurs).
- Grégoire, J.-Y. & Laborde-Balen, L., « Le Chemin de Saint-Jacques en Espagne - De Saint-Jean-Pied-de-Port à Compostelle - Guide pratique du pèlerin », Rando Éditions, mars 2006,  (ISBN 2-84182-224-9)
- « Camino de Santiago St-Jean-Pied-de-Port - Santiago de Compostela », Michelin et Cie, Manufacture Française des Pneumatiques Michelin, Paris, 2009,  (ISBN 978-2-06-714805-5)
- « Le Chemin de Saint-Jacques Carte Routière », Junta de Castilla y León, Editorial Everest